# Заречье (Борынская поселковая община)
Заречье (укр. Заріччя) — село в Борынской поселковой общине Самборского района Львовской области Украины.
Население по переписи 2001 года составляло 435 человек. Занимает площадь 0,2 км². Почтовый индекс — 82560. Телефонный код — 3269.